# 세르게이 필라토프

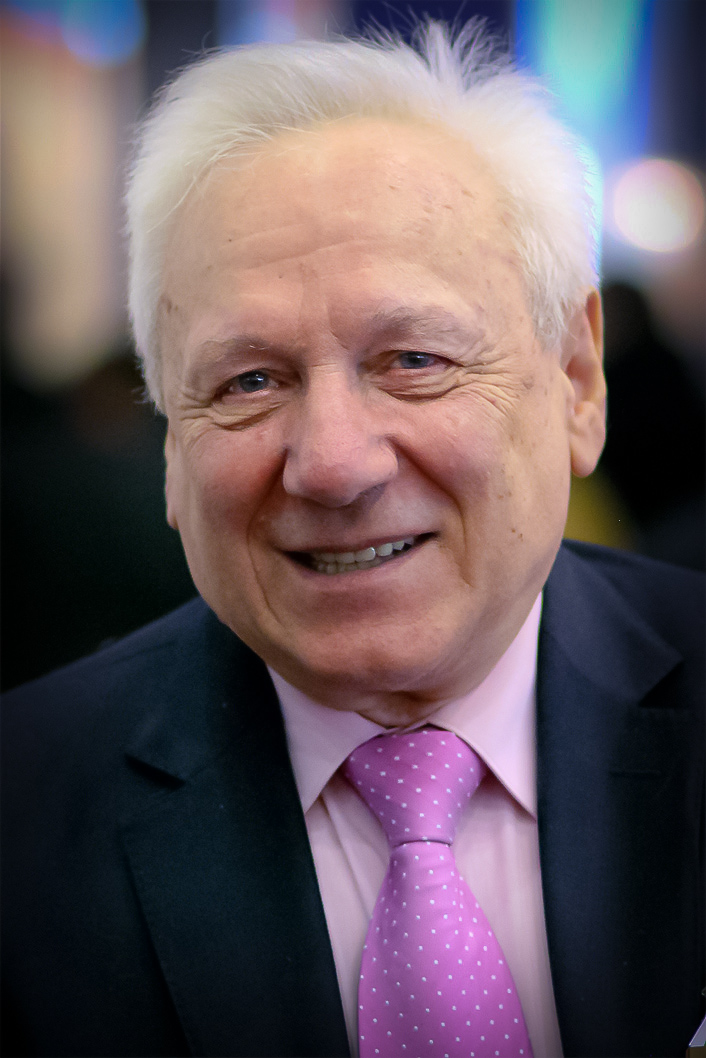
2011년 모습

세르게이 필라토프(본명: 세르게이 알렉산드로비치 필라토프, 러시아어: Сергей Александрович Филатов, 1936년 7월 10일 ~ 2023년 8월 25일)는 러시아의 정치가이자 보리스 옐친의 첫 임기인 1993년부터 1996년까지 러시아 대통령 행정부 수장을 지냈다.

## 어린 시절
세르게이 필라토프는 1936년 7월 10일 모스크바에서 시인 알렉산더 페도로비치 필라토프(1913-1985)의 가족으로 태어났다. 1964년에 그는 모스크바 전력 공학 연구소에서 전기 기술자로, 공학 과학 후보자로 졸업했다. 모스크바의 "망치와 낫" 야금 공장과 쿠바의 호세 마르티 야금 공장에서 근무했다.

## 사망
87세의 나이로 2023년 8월 25일 사망했다.